# Маринер, Пол
Пол Ма́ринер (англ. Paul Mariner; 22 мая 1953, Фарнуэрт, Ланкашир — 9 июля 2021, Плимут, Юго-Западная Англия) — английский футболист, игравший на позиции нападающего. По завершении игровой карьеры — тренер.
Выступал, в частности, за «Ипсвич Таун» и «Арсенал», а также национальную сборную Англии, с которой был участником чемпионата мира и Европы.

## Клубная карьера
Пол Маринер родился 22 мая 1953 года в Фарнворте, недалеко от Болтона, в семье Джеймса Маринера, машиниста крана, и Маргарет Кэтрин Маринер, урождённой Тернбулл. Был воспитанником футбольной школы клуба «Чорли». В 1973 году подписал контракт с клубом «Плимут Аргайл», в котором провёл три с половиной сезона, приняв участие в 135 матчах чемпионата и забив в них 56 голов. В 1975 году вышел с командой из третьего во второй дивизион. В сезонах 1974/1975 и 1975/1976 признавался лучшим игроком команды, став первым футболистом, выигрывавшим эту награду 2 сезона подряд.
В сентябре 1976 года Маринер за 220 тыс. фунтов перешёл в «Ипсвич Таун», трансфер лично лоббировал главный тренер клуба Бобби Робсон. В высшем дивизионе дебютировал 30 октября 1976 года в матче против «Манчестер Юнайтед» (1:0). Пол играл за команду из Ипсвича следующие восемь сезонов своей игровой карьеры. Большую часть времени, проведённого в составе «Ипсвич Тауна», был основным игроком атакующего звена команды и одним из главных её бомбардиров, имея среднюю результативность на уровне 0,37 гола за игру первенства. В 1978 году завоевал титул обладателя Кубка Англии, обыграв в финале лондонский «Арсенал» со счётом 1:0. В 1981 году помог своему клубу выиграть Кубок УЕФА, отличившись тремя забитыми мячами в четвертьфиналах против «Сент-Этьена» и в первом финальном матче против АЗ. Также Маринер сыграл важную роль в участии «Ипсвича» в чемпионской гонке в сезонах 1980/1981 и 1981/1982, в которых клуб стал вторым после «Астон Виллы» и «Ливерпуля». По итогам сезона 1982/1983 нападающий был признан лучшим клубным игроком года.

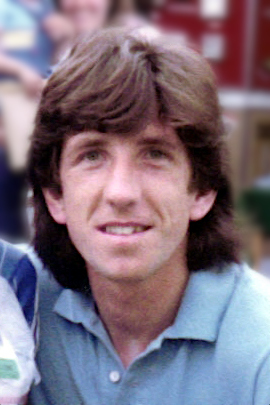
Пол Маринер во время выступлений за «Ипсвич Таун».

В феврале 1984 года Маринер за 150 000 фунтов перешёл в столичный «Арсенал». На тот момент Полу было за тридцать, однако он успешно начал выступления за «канониров», забив семь раз в последних пятнадцати играх сезона. Однако возраст и проблемы с ахилловым сухожилием начали давать знать о себе. В следующем сезоне 1984/1985 он забил лишь девять голов в 41 игре, а в сезоне 1985/1986 потерял и место в основе, выходя на поле лишь девять раз в матчах чемпионата. Со временем из-за проблем с травмами в команде Пол начал появляться на поле не только на позиции нападающего, но и в центре полузащиты и даже в центре обороны. Летом 1986 года новый менеджер «Арсенала» Джордж Грэм отпустил Маринера в статусе свободного агента. Всего нападающий провёл за «Арсенал» 80 матчей, забив 17 голов.
Летом 1986 года Маринер стал игроком «Портсмута», с которым в первом же сезоне занял второе место во Втором дивизионе и вышел в элиту. В результате сезон 1987/1988 стал последним для футболиста в высшем дивизионе Англии. За этот год он сыграл 23 матча в чемпионате и забил 4 гола, а команда заняла 19 место и вылетела во Второй дивизион.
В сезоне 1988 года Маринер играл за австралийский «Вуллонгонг Сити», став победителем регулярного сезона Национальной футбольной лиги, а в 1989 году нападающий заключил соглашение с «Олбани Кэпиталз», где провёл три сезона с небольшим перерывом на выступления в мальтийском клубе «Нашшар Лайонз».
Завершил игровую карьеру в команде «Сан-Франциско-Бэй Блэкхокс», за которую выступал в течение сезона 1992 года в Американской профессиональной футбольной лиге.

## Карьера в сборной
30 марта 1977 года дебютировал в официальных играх в составе национальной сборной Англии, выйдя на замену в матче отбора к чемпионату мира 1978 года против Люксембурга (5:0).
В составе сборной был участником чемпионата Европы 1980 года в Италии, несмотря на то, что ни разу не выходил на поле в отборочном турнире. Он не появился на поле в первой игре против Бельгии (1:1) в Турине, но вышел на замену в двух других матчах группового этапа против Италии (0:1) и Испании (2:1), а сборная Англии не сумела выйти из группы.
В 1980—1981 годах Маринер принял важное участие в квалификации своей сборной на чемпионат мира 1982 года в Испании, 6 раз появившись в стартовом составе и отметившись победными голами в матчах против Швейцарии (2:1) и Венгрии (1:0). В 1982 году был включён в итоговую заявку сборной на чемпионат мира. На этом турнире он отличился забитым мячом уже в первом матче против Франции (3:1), после чего выходил на поле и в двух следующих победных играх группового этапа против Чехословакии (2:0) и Кувейта (1:0). Этот результат позволил англичанам с первого места выйти во второй групповой этап. Там Маринер тоже сыграл в обоих матчах против ФРГ и Испании, но оба матча завершились вничью 0:0, чего не хватило сборной для выхода в полуфинал.
Всего в течение карьеры в национальной команде, которая длилась 9 лет, провёл в её форме 35 матчей, забив 13 голов.

## Тренерская карьера
Еще во время своей футбольной карьеры Маринер был помощником тренера в «Олбани Кэпиталз» и «Сан-Франциско-Бэй Блэкхокс». После завершения игровой карьеры работал футбольным экспертом и футбольным тренером в Bolton School.
Осенью 2003 года стал помощником главного тренера футбольной команды Гарвардского университета. В 2004 году вошёл в штаб клуба «Нью-Инглэнд Революшн» из MLS, став помощником тренера Стива Никола.
10 декабря 2009 года Маринер стал главным тренером клуба «Плимут Аргайл», в котором когда-то выступал как игрок. На момент его прихода клуб занимал предпоследнее место в турнирной таблице, и Пол не сумел спасти команду от вылета из Чемпионшипа. 24 июня 2010 года новым главным тренером клуба стал Питер Рид, а Маринер стал его помощником, оставшись в клубе до 30 декабря 2010.
6 января 2011 года Маринер был назначен директором по развитию игроков «Торонто», присоединившись к новому главному тренеру Арону Винтеру. После начала сезона с 9 поражениями подряд Винтер ушёл со своего поста, и 7 июня 2012 года «Торонто» назначил новым главным тренером Маринера. 27 июня англичанин оформил свою первую победу в качестве тренера «Торонто» в матче против клуба «Монреаль Импакт» (3:0). При новом тренере клуб непродолжительное время показывал хорошие результаты, однако завершил сезон 2012 года серией из 10 поражений и 4 ничьих. По окончании сезона, 7 января 2013 года, Пол Маринер покинул клуб.

## Медийная карьера
После окончания игровой карьеры в 1993 году Маринер некоторое время работал футбольным экспертом на радио Би-Би-Си в Ланкашире. В 2014 году после недолгого опыта работы с «Торонто» вернулся в «Нью-Инглэнд Революшн» в качестве комментатора теле- и радиопередач команды в течение шести полных сезонов. Также работал футбольным экспертом на радиопередачах ESPN с 2009 по 2020 год.

## Смерть
10 июля 2021 года было объявлено, что Маринер умер накануне в возрасте 68 лет после непродолжительной борьбы с раком мозга.

## Статистика игрока
| Выступление      | Выступление      | Выступление      | Лига | Лига | Кубок | Кубок | Кубок лиги | Кубок лиги | Прочее | Прочее | Итого | Итого |
| Клуб             | Лига             | Сезон            | Игры | Голы | Игры  | Голы  | Игры       | Голы       | Игры   | Голы   | Игры  | Голы  |
| ---------------- | ---------------- | ---------------- | ---- | ---- | ----- | ----- | ---------- | ---------- | ------ | ------ | ----- | ----- |
| Плимут Аргайл    | Третий дивизион  | 1973/1974        | 41   | 14   | 3     | 2     | 6          | 1          | 0      | 0      | 50    | 17    |
| Плимут Аргайл    | Третий дивизион  | 1974/1975        | 45   | 20   | 3     | 1     | 2          | 0          | 0      | 0      | 50    | 21    |
| Плимут Аргайл    | Второй дивизион  | 1975/1976        | 38   | 15   | 2     | 0     | 2          | 1          | 0      | 0      | 42    | 16    |
| Плимут Аргайл    | Второй дивизион  | 1976/1977        | 10   | 7    | 0     | 0     | 2          | 0          | 0      | 0      | 12    | 7     |
| Плимут Аргайл    | Итого            | Итого            | 134  | 56   | 8     | 3     | 12         | 2          | 0      | 0      | 154   | 61    |
| Ипсвич Таун      | Первый дивизион  | 1976/1977        | 28   | 10   | 3     | 3     | 0          | 0          | 0      | 0      | 31    | 13    |
| Ипсвич Таун      | Первый дивизион  | 1977/1978        | 37   | 11   | 7     | 7     | 1          | 1          | 6      | 3      | 51    | 22    |
| Ипсвич Таун      | Первый дивизион  | 1978/1979        | 33   | 13   | 5     | 3     | 1          | 0          | 5      | 1      | 44    | 17    |
| Ипсвич Таун      | Первый дивизион  | 1979/1980        | 41   | 17   | 3     | 3     | 2          | 0          | 4      | 2      | 50    | 22    |
| Ипсвич Таун      | Первый дивизион  | 1980/1981        | 36   | 13   | 7     | 3     | 4          | 4          | 11     | 6      | 58    | 26    |
| Ипсвич Таун      | Первый дивизион  | 1981/1982        | 25   | 8    | 2     | 0     | 5          | 1          | 1      | 0      | 33    | 9     |
| Ипсвич Таун      | Первый дивизион  | 1982/1983        | 37   | 13   | 3     | 0     | 1          | 0          | 1      | 0      | 42    | 13    |
| Ипсвич Таун      | Первый дивизион  | 1983/1984        | 23   | 12   | 1     | 0     | 4          | 2          | 0      | 0      | 28    | 14    |
| Ипсвич Таун      | Итого            | Итого            | 260  | 97   | 31    | 19    | 18         | 8          | 28     | 12     | 337   | 136   |
| Арсенал (Лондон) | Первый дивизион  | 1983/1984        | 15   | 7    | 0     | 0     | 0          | 0          | 0      | 0      | 15    | 7     |
| Арсенал (Лондон) | Первый дивизион  | 1984/1985        | 36   | 7    | 3     | 2     | 2          | 0          | 0      | 0      | 41    | 9     |
| Арсенал (Лондон) | Первый дивизион  | 1985/1986        | 9    | 0    | 3     | 0     | 2          | 1          | 0      | 0      | 14    | 1     |
| Арсенал (Лондон) | Итого            | Итого            | 60   | 14   | 6     | 2     | 4          | 1          | 0      | 0      | 70    | 17    |
| Всего за карьеру | Всего за карьеру | Всего за карьеру | 454  | 167  | 45    | 24    | 34         | 11         | 28     | 12     | 561   | 214   |

Прочие матчи включают в себя Кубок УЕФА, Кубок обладателей кубков и Суперкубок Англии.

## Статистика тренера
| Команда       | Начало работы   | Окончание работы | Результаты | Результаты | Результаты | Результаты | Результаты | Источник             |
| Команда       | Начало работы   | Окончание работы | И          | В          | Н          | П          | % побед    | Источник             |
| ------------- | --------------- | ---------------- | ---------- | ---------- | ---------- | ---------- | ---------- | -------------------- |
| Плимут Аргайл | 10 декабря 2009 | 24 июня 2010     | 29         | 7          | 6          | 16         | 024,1      | [ 27 ] [ 36 ]        |
| Торонто       | 7 июня 2012     | 7 января 2013    | 28         | 6          | 8          | 14         | 021,4      | [ 30 ] [ 32 ] [ 37 ] |
| Итого         | Итого           | Итого            | 57         | 13         | 14         | 30         | 022,8      | —                    |

## Достижения

### Командные
Плимут Аргайл
- Второе место в третьем дивизионе: 1974/1975

Ипсвич Таун
- Кубок Англии: 1977/1978
- Кубок УЕФА: 1980/1981

### Индивидуальные
- Игрок года «Плимут Аргайл»: 1974/1975, 1975/1976
- Команда века «Плимут Аргайл»[38]
- Команда года первого дивизиона Футбольной лиги: 1980/1981[39]
- Игрок года «Ипсвич Таун»: 1982/1983
- Зал славы «Ипсвич Таун»: введён в 2011 году[40]